# Giovanni Bernardo Gremoli
Giovanni Bernardo Gremoli OFMCap (* 30. Juni 1926 in Poppi; † 6. Juli 2017 in Florenz) war ein italienischer Ordensgeistlicher und Apostolischer Vikar von Arabien.

## Leben
Giovanni Bernardo Gremoli trat der Ordensgemeinschaft der Kapuziner bei und empfing am 7. Februar 1951 die Priesterweihe.
Papst Paul VI. ernannte ihn am 2. Oktober 1975 zum Apostolischen Vikar von Arabien und Titularbischof von Masuccaba. Der Kardinalpräfekt der Kongregation für die Evangelisierung der Völker, Agnelo Rossi, spendete ihm am 22. Februar 1976 die Bischofsweihe; Mitkonsekratoren waren Giovanni Bianchi, Weihbischof in Florenz, und Telesforo Giovanni Cioli OCarm, Bischof von Sansepolcro.
Gremoli war für die Betreuung aller Katholiken in Saudi-Arabien, Bahrain, den Vereinigten Arabischen Emiraten, Oman, Katar und dem Jemen zuständig mit Amtssitz in Abu Dhabi.
Am 21. März 2005 nahm Papst Johannes Paul II. seinen altersbedingten Rücktritt an. Er lebte zurückgezogen im alten Kapuziner-Kloster in Florenz.

## Einzelnachweis
1. ↑  Gianni Cardinale : A Catholic bishop in the cradle of Islam auf 30giorni.it, 01/02 2006 (en).

| Vorgänger                     | Amt                                       | Nachfolger         |
| ----------------------------- | ----------------------------------------- | ------------------ |
| Irzio Luigi Magliacani OFMCap | Apostolischer Vikar von Arabien 1975–2005 | Paul Hinder OFMCap |

| Personendaten    | Personendaten                                                                                  |
| ---------------- | ---------------------------------------------------------------------------------------------- |
| NAME             | Gremoli, Giovanni Bernardo                                                                     |
| KURZBESCHREIBUNG | italienischer Ordensgeistlicher, römisch-katholischer Bischof, Apostolischer Vikar von Arabien |
| GEBURTSDATUM     | 30. Juni 1926                                                                                  |
| GEBURTSORT       | Poppi                                                                                          |
| STERBEDATUM      | 6. Juli 2017                                                                                   |
| STERBEORT        | Florenz                                                                                        |